# Rue de Rieux
La rue de Rieux est une voie de Nantes, en France.

## Situation et accès
Située dans le centre-ville de Nantes, la rue de Rieux, qui relie l'avenue Jean-Claude-Bonduelle à la rue Fouré, est bitumée et ouverte à la circulation automobile. Elle rencontre, sur son tracé, les rues de Mayence, Vasco-de-Gama et de Belfort.

## Origine du nom
En hommage à Jean IV de Rieux, capitaine de la ville de Nantes. À la mort du duc François II, le 9 septembre 1488, il est désigné comme tuteur de la jeune duchesse Anne de Bretagne.

## Historique
Sa partie orientale marquait la limite sud-ouest du Champ de Mars.
Le nom de « rue de Rieux » lui est attribué le 18 août 1874.
Fin 2014, le Crédit mutuel de Loire Atlantique - Centre Ouest (LACO) doit prendre possession du nouveau siège social actuellement en construction à l'emplacement d'un ancien parking situé proximité du siège de la banque CIC Ouest, entre la rue de Mayence et l'avenue Jean-Claude-Bonduelle. Ce nouveau bâtiment de cinq étages devrait disposer d'un restaurant inter-entreprises, d'une galerie d’expositions, de salles de réceptions et d'un parking souterrain de 320 places.